# Немелянка (річка)
Немелянка — річка в Україні, у Звягельському районі Житомирської області. Права притока Вершниці (басейн Дніпра).

## Опис
Довжина річки приблизно 10 км.

## Розташування
Бере початок на північному сході від Федорівки. Тече переважно на північний захід і на південному заході від села Радичі впадає у річку Вершницю, праву притоку Случі.

## Цікавий факт
Річка протікала через село Немилянку, яке станом на 01.10.1941 року на обліку не значиться.